# Angove River
Angove River är ett vattendrag i Australien. Det ligger i delstaten Western Australia, omkring 390 kilometer sydost om delstatshuvudstaden Perth. Angove River ligger vid sjön Angove Lake. Genomsnittlig årsnederbörd är 688 millimeter. Den regnigaste månaden är september, med i genomsnitt 107 mm nederbörd, och den torraste är februari, med 12 mm nederbörd.